# San Rafael (Mara)
Pour les articles homonymes, voir San Rafael.
San Rafael est l'une des sept paroisses civiles de la municipalité de Mara dans l'État de Zulia au Venezuela. Sa capitale est San Rafael de El Moján, chef-lieu de la municipalité.